# Brian Campsall
Brian Campsall est un arbitre international anglais de rugby à XV. 

## Carrière d'arbitre
Il a arbitré son premier match international le 7 mai 1994 à l'occasion de la rencontre entre l'équipe de Roumanie et l'équipe de Russie. Brian Campsall a arbitré notamment deux matchs de la coupe du monde de rugby 1999 et un match du tournoi des cinq nations. Il est maintenant membre de l'équipe de direction de l'arbitrage de la Fédération anglaise de rugby à XV chargée de sélectionner les arbitres pour les rencontres de la Guinness Premiership.

## Palmarès d'arbitre
- 26 matchs internationaux